# Президентская библиотека имени Б. Н. Ельцина
Президе́нтская библиоте́ка и́мени Б. Н. Е́льцина — электронная библиотека в Санкт-Петербурге. Располагается в доме № 3 на Сенатской площади, в бывшем здании Синода (в том же здании расположен и домовой храм Святых отцов семи Вселенских Соборов). Основана 31 января 2007 года распоряжением Президента России.
Библиотеке присвоен статус юридического лица в форме федерального государственного бюджетного учреждения. В октябре 2008 года вступили в силу поправки в федеральный закон «О библиотечном деле», предоставлявшие библиотеке статус национальной — как и у Российской государственной библиотеки — и законное право копировать книги.
Находится в ведении Управления делами Президента Российской Федерации, бывшего заказчиком проекта; кандидатура директора библиотеки подлежит согласованию с Правительством Российской Федерации.

## История создания
31 января 2007 года Президентом Российской Федерации было подписано распоряжение «О создании Библиотеки Президента Российской Федерации». После смерти первого главы государства Российской Федерации Бориса Ельцина получила нынешнее название.
Торжественно открыта 27 мая 2009 года Президентом Российской Федерации в День библиотек и день 306-летия Петербурга.
1 сентября 2009 года библиотека была открыта для публичного регулярного посещения.

## Фонды
В библиотеке собраны цифровые копии документов по истории России, российской государственности, праву и русскому языку. В основном фонде содержатся копии ресурсов, полученных от партнёров: библиотек, архивов и музеев. С 2019 года библиотека пополняет фонд сетевых документов (веб-архив).

## Библиотечное обслуживание

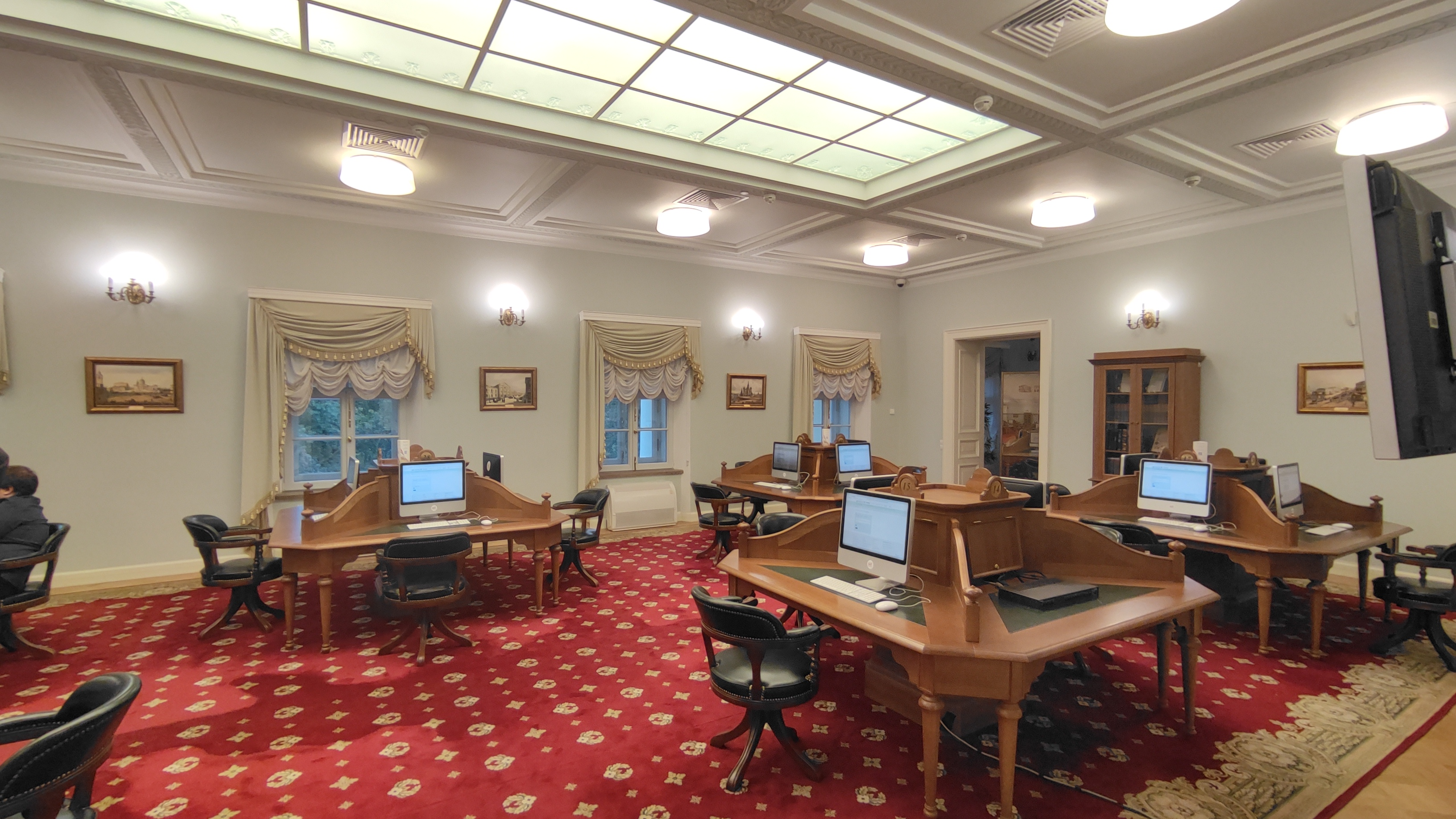
Электронный читальный зал библиотеки

Работа с ресурсами библиотеки осуществляется в электронной форме. Основными средствами доступа к фонду являются: интернет-портал (открытая часть фонда), электронный читальный зал (Сенатская пл., д.3), центры удалённого доступа в России и за рубежом — всего более 1400 центров доступа. Для посещения библиотеки необходим документ, удостоверяющий личность.
Основной вид обслуживания читателей — через интернет или в электронных залах. В цифровом фонде библиотеки содержатся аутентичные электронные копии документов в графических форматах, оцифрованные в высоком разрешении, что позволяет знакомиться с мелкими деталями цифровых раритетов. Оптическое распознавание символов, которое позволило бы осуществлять поиск по документам, затруднено в связи с большим количество рукописей и старославянских символов.